# Fleischglace
Als Fleischglace (frz. Glace de viande) bezeichnet man einen Fond, der zur Zubereitung verschiedener Speisen und Saucen verwendet wird. 
Zur Herstellung verwendet man entfettete Brühe oder braunen Fond. Diese Flüssigkeiten kocht man so lange, bis eine sirupartige Masse entsteht. Diese geliert nach dem Erkalten zu Gelee, löst sich aber beim Erhitzen wieder auf.
Als konzentrierten Auszug der wasserlöslichen Bestandteile von Fleisch bezeichnet man sie auch als Fleischextrakt.